# Сукумар
Сукумар Бандредди (англ. Sukumar Bandreddi, телугу బండ్రెడ్డి సుకుమార్; род. 11 января 1971 года, более известный под мононимом Сукумар) — индийский кинорежиссёр и сценарист. Награждён Filmfare Awards South за лучшую режиссуру и Nandi Awards за лучший сценарий за его дебютный фильм «Арья».

## Биография
Сукумар родился младшим из шести детей в семье Тирупати Рао Найду.
Прежде чем стать режиссёром, работал учителем математики.
В 2004 году снял свой первый фильм «Арья» с Аллу Арджуном и Анурадхой Мехта, имевший необыкновенный успех.
Режиссура и сценарий получили исключительно положительные оценки: «Абсолютно невозможно поставить фильм с такой слабой сюжетной линией. Но дебютант Сукумар создал фильм с потрясающими описаниями характеров и незаурядным сценарием» и «История стара, как мир. Но режиссёру удалось создать обстановку благодаря искусному сценарию, который может держать вас погруженными в фильм».
А сам Сукумар был награждён Filmfare Award South за лучшую режиссуру
и Nandi Award за лучший сценарий.
По его сценарию фильм был переснят на бенгальском, ория и тамильском языках, а также куплены права на ремейк на хинди.
В 2007 году состоялся релиз его следующего фильма, Jagadam с Рамом в главной роли, вдохновлённого несколькими случаями из детства режиссёра и бразильской картиной «Город Бога».
Фильм провалился в прокате,
хотя отзывы были положительные.
Спустя ещё два года в прокат вышел «Арья 2», позиционируемый как сиквел,
но сюжетно никак не связанный с первым фильмом Сукумара.
Главные роли с фильме сыграли Аллу Арджун, Каджал и Навдип. Фильм собрал среднюю кассу
и получил в основном положительные отзывы, хотя Радхика Раджамани из Rediff.com написала: «Сукумар мог бы справиться лучше, сделав фильм более чётким и избегая ненужной путаницы. Его описание характера персонажа Арьи с психотическими тенденциями и одержимостью вызывает недоумение».
Фильм был номинирован на Filmfare Award South в 7 категориях, включая лучшую режиссуру.
Премьера его следующей работы — романтической комедии «Любовь на сто процентов» с Нагой Чайтанья и Таманной состоялась в 2011 году. По словам режиссёра, около половины фильма было основано на случаях из реальной жизни.
Картина стала хитом проката и начались разговоры о её ремейке на хинди.
Критики тоже благосклонно отнеслись к фильму.
После этого режиссёр занялся съемками психологического триллера с Махешем Бабу, 1: Nenokkadine. В качестве героини была приглашена Каджал, которая затем была заменена дебютанткой Крити Санон.
Фильм имел большой бюджет, но сборы от проката не смогли его покрыть.
1: Nenokkadine также получил смешанные отзывы, похвалившие его техническую сторону, но назвавшие сюжет заурядным, а фильм затянутым.
В том же году режиссёр снял короткометражный фильм I Am That Change для распространения информации об индивидуальной социальной ответственности. Его продюсером, а также в числе актёрского состава выступил Аллу Арджун. Видео было загружено на YouTube 14 августа в преддверии дня независимости Индии и в течение нескольких часов набрало 150 тыс. просмотров.
А в ноябре 2014 года Сукумар был награждён премией К. В. Редди (англ. KV Reddy award) за вклад в кинематограф телугу.
Следующим проектом режиссёра стал боевик Nannaku Prematho с НТР младшим в главной роли.
Выход фильма намечен на 6 января 2016 года.
Одновременно с режиссурой Сукумар занимается производством ленты Kumari 21F своего ассистента Палнати Сурьи Пратапа, которая должна стать первым фильмом его продюсерской компании Sukumar Writings.
Своё желание поддержать производство малобюджетных фильмов он высказал ещё в 2014 году.

## Фильмография
| Год  | Русское название        | Оригинальное название | Язык        | Сферы деятельности | Сферы деятельности | Сферы деятельности | Примечания                                                              |
| Год  | Русское название        | Оригинальное название | Язык        | Режиссёр           | Продюсер           | Сценарист          | Примечания                                                              |
| ---- | ----------------------- | --------------------- | ----------- | ------------------ | ------------------ | ------------------ | ----------------------------------------------------------------------- |
| 2004 | Арья                    | Arya                  | телугу      | Да                 |                    | Да                 | Nandi Award за лучший сценарий Filmfare Award South за лучшую режиссуру |
| 2005 |                         | Badha                 | бенгальский |                    |                    | Да                 | Ремейк фильма «Арья»                                                    |
| 2007 | Насилие                 | Jagadam               | телугу      | Да                 |                    | Да                 |                                                                         |
| 2007 |                         | Pagala Premi          | ория        |                    |                    | Да                 | Ремейк фильма «Арья»                                                    |
| 2009 | Арья 2                  | Arya 2                | телугу      | Да                 |                    | Да                 | Santosham Film Award самому стильному режиссёру                         |
| 2010 | Признание в любви       | Kutty                 | тамильский  |                    |                    | Да                 | Ремейк фильма «Арья»                                                    |
| 2011 | Любовь на сто процентов | 100 % Love            | телугу      | Да                 |                    | Да                 |                                                                         |
| 2014 | Один                    | 1: Nenokkadine        | телугу      | Да                 |                    | Да                 |                                                                         |
| 2014 |                         | I Am That Change      | телугу      | Да                 |                    | Да                 | Короткометражный                                                        |
| 2015 |                         | Kumari 21F            | телугу      |                    | Да                 | Да                 |                                                                         |
| 2016 | Моему отцу с любовью    | Nannaku Prematho      | телугу      | Да                 |                    | Да                 |                                                                         |